# Psicofisiología
La psicofisiología (del Griego ψῡχή, psȳkhē, "aliento, vida, alma"; φύσις, physis, "naturaleza, origen"; y -λογία, -logia) es la rama de la psicología relacionada con las bases fisiológicas de los procesos psicológicos. Se solía llamar psicofisiología cognitiva hasta mediados de los años 1990 y actualmente se le denomina neurociencia cognitiva.  

## Características
La psicofisiología (no confundir con psicología fisiológica) estudia la relación entre los procesos psicológicos básicos (cognición, emociones y conductas motoras) y los procesos fisiológicos, tanto en primates humanos como en el resto de los animales. Históricamente, la mayoría de los psicofisiólogos tienden a examinar las respuestas fisiológicas y los órganos inervados por el sistema nervioso autónomo. Más recientemente, los psicofisiólogos están igualmente, o potencialmente más, interesados en el sistema nervioso central, explorando los potenciales corticales cerebrales como los diferentes tipos de potenciales relacionados con eventos (ERPs), ondas cerebrales, neuroimagen funcional (fMRI, PET, MEG, etc.)
Los psicólogos están interesados en los motivos por los cuales tenemos miedo a una araña mientras que los fisiólogos pueden estar interesados en caracterizar las entradas/salidas de la amígdala, una pequeña estructura cerebral que está involucrada en la regulación y respuesta emocional. Un psicofisiólogo trataría de relacionar ambos. Podría, por ejemplo, tratar de explicar la aracnofobia en relación con los impulsos que entran y salen de la amígdala. Sin embargo, los psicofisiólogos casi siempre estudian las relaciones psicológicas/fisiológicas en sujetos humanos intactos. Mientras que los primeros psicofisiólogos prácticamente siempre examinaban el impacto de los estados psicológicos con las respuestas de los sistemas fisiológicos, desde los años 1970 también estudian el impacto del estado de los sistemas fisiológicos en el estado psicológico. Es la perspectiva del estudio de la relación entre la mente y el cuerpo lo que distingue fundamentalmente a los psicofisiólogos.
Un psicofisiólogo puede investigar cómo exponerse a una situación estresante produce un resultado en el sistema cardiovascular, tal como un cambio en el ritmo cardíaco, vasodilatación/vasoconstricción, contractibilidad miocárdica, etc. Un psicólogo fisiológico puede investigar cómo un suceso cardiovascular puede tener influencia en otro evento cardiovascular o endocrino, o en cómo la activación de una estructura neurológica del cerebro ejerce una actividad excitatoria en otra estructura neurológica que, a su vez, induce un efecto inhibitorio en otros sistemas. A menudo, los psicólogos fisiológicos examinan los efectos en estudios animales usando técnicas y procesos invasivos.
La psicofisiología está estrechamente relacionada con la Neurociencia y la Neurociencia Social, que trata fundamentalmente de las relaciones entre sucesos psicológicos y respuestas cerebrales. Está también relacionada con la disciplina médica denominada psicosomática.

## Señales usadas habitualmente en psicofisiología
La psicofisiología moderna utiliza muchos tipos de señales distintas, tal como potenciales evocados, potenciales relacionados con eventos, ondas cerebrales (electroencefalografía, EEG), fMRI (resonancia magnética funcional), medidas de la conductividad de la piel, respuesta galvánica de la piel, medidas del sistema cardiovascular ritmo cardíaco, la variabilidad del ritmo cardiaco HRV, movimientos oculares registrados mediante electro-oculogramas (EOG) y métodos de seguimiento de la mirada, o cambios en el diámetro de la pupila.

## Aplicaciones de la psicofisiología
Las medidas psicofisiológicas se utilizan a menudo para estudiar las respuestas de los mecanismos de la atención y las emociones a los estímulos.